# 보퍼트가
보퍼트가(House of Beaufort)는 잉글랜드 왕국의 귀족 가문이다. 랭커스터가의 방계이며 15세기 이후 보퍼트 백작위를 세습하였다. 랭커스터가의 서출이지만 몇안되는 남계 직계 후손이기도 하다.
곤트의 존이 자신과 캐서린 스윈포드 사이에서 태어난 사생아들에게 보퍼트라는 성씨와 영지를 하사하면서 시작되었다. 장미 전쟁 중에는 랭카스터가과 튜더가를 지원하였으나 요크가 및 요크가의 외척이었던 네빌가와도 광범위한 혼인관계를 형성하였다.